# مولادي (فلم)
مولادي  (بمعنى الحماية السحرية) (بالإنجليزية: Moolaadé) فيلم سنغالي للمخرج عثمان سمبين سنة 2004.
يتناول الفيلم موضوع ختان الإناث، وهو ممارسة شائعة في عدد من البلدان الأفريقية، من مصر إلى نيجيريا. والفيلم عبارة عن إنتاج مشترك بين شركات من عدة دول فرنكوفونية: السنغال وفرنسا وبوركينا فاسو والكاميرون والمغرب وتونس. تم تصويره في قرية دجيريسو النائية في بوركينا فاسو.

## القصة
من مكان لا اسم له في قلب القارة السمراء. هناك لا زال السكان يعتاشون على محاصيل أراضيهم. في هذه القرية ست فتيات يهربن من مراسيم الختان، أربعة منهن يلتجئن إلى بيت كولي (فاتوماتا كوليبالي)، في حين تختبئ اثنتان في بئر. في هذه القرية ختان الإناث لا مفرّ منه، هو تقليد ثقافي ديني يمارس منذ عدة سنوات. الفتيات الصغيرات يهربن عند كولي طلباً للحماية، وهي التي عُرِفت برفض إخضاع ابنتها للختان.
تعلو مدخل منزل كولي، قطعة قماش ملونة تطلق عليها اسم «مولادي» (الحماية السحرية). كل شخص سيدخل منزلها يدخل دائرة الحماية، بينما كلّ من سيحاول الدخول لإيذاء الفتيات، سيلاحقه الحظ السيئ. كولي فقط تستطيع إنهاء «السحر» عندما تنطق بالكلمات الصحيحة. كولي «مختونة»، تتذكر معاناتها وتريد تجنيب الفتيات وبينهنّ ابنتها هذه التجربة. الألم لم تنسه، يرافقها منذ ذلك اليوم، وهي ستواجه أهل قريتها حماية للصغيرات. باتت هذه المرأة تهديداً على المجتمع فهي تتحدّى بمفردها المجتمع، الزوج، والنساء اللواتي يقمن بالعملية. المواجهة الصعبة تبدأ بين النساء أنفسهن، هن يحافظن على هذا العرف إلى جانب الرجال الذين لن يتزوجوا امرأة «غير نقية.»
تفشل النساء في المواجهة مع كولي وعندها سيستنجدن بالرجل للتدخل في محاولة قتل هذه الثورة في مهدها. لكن الثورة بدأت وستنتشر. مع الوقت تنضم إليها أمهات أخريات ثمّ سينضمّ رجالٌ، أولهم ابن زعيم القرية الذي درس في الغرب وأخيرا سينضمّ إليها زوجها.

## طاقم العمل
- فاتوماتا كوليبالي: كولي جالو أردو سي
- ناكي سي سافاني: ساناتا

## جوائز
كان الناقد السينمائي روجر إيبرت مؤيدًا كبيرًا للفيلم، ووصفه بأنه أحد أفضل عشرة أفلام لذلك العام.
في عام 2016، صُنف الفيلم من بين أعظم 100 فيلم منذ عام 2000 في استطلاع نقاد دولي أجراه 177 ناقدا سينمائيا حول العالم.
| السنة | الجائزة                                | الصّنف                                                      | الفائز/المرشح     | النتيجة    |
| ----- | -------------------------------------- | ---------------------------------------------------------- | ----------------- | ---------- |
| 2004  | مهرجان كان السينمائي 2004              | جائزة نظرة ما (مهرجان كان)                                 |                   | فوز        |
| 2004  | مهرجان كان السينمائي 2004              | جائزة لجنة التحكيم المسكونية                               |                   | إشارة خاصة |
| 2004  | جوائز الأفلام الأوروبية                | جائزة الشاشة الدولية                                       | عثمان سمبين       | رُشِّح        |
| 2004  | المهرجان الدولي للفيلم بمراكش          | جائزة لجنة التحكيم الخاصة                                  | عثمان سمبين       | فوز        |
| 2004  | المهرجان الدولي للفيلم بمراكش          | النجمة الذهبية                                             | عثمان سمبين       | رُشِّح        |
| 2004  | جوائز الجمعية الوطنية لنقاد السينما    | جائزة الجمعية الوطنية لنقاد السينما لأفضل فيلم بلغة أجنبية |                   | فوز        |
| 2004  | جمعية الفيلم السياسي، الولايات المتحدة | جائزة جمعية الفيلم السياسي للديمقراطية                     |                   | رُشِّح        |
| 2004  | جمعية الفيلم السياسي، الولايات المتحدة | جائزة جمعية الفيلم السياسي لحقوق الإنسان                   |                   | رُشِّح        |
| 2005  | مهرجان سينمانيلا السينمائي الدولي      | أفضل ممثلة                                                 | فاتوماتا كوليبالي | فوز        |
| 2005  | جوائز الجمعية الوطنية للنهوض بالملونين | فيلم مستقل أو أجنبي متميز                                  |                   | رُشِّح        |
| 2005  | مهرجان السينما الأفريقية               | جائزة التحكيم                                              | عثمان سمبين       | فوز        |

## روابط خارجية
- مقالات تستعمل روابط فنية بلا صلة مع ويكي بيانات